# Tary
Tary, vlastním jménem Taras Anatolijovič Povoroznyk (ukrajinsky Тарас Анатолійович Поворозник; * 22. listopadu 1992 Velyki Birky, oblast Ternopil, Ukrajina[ve zdroji nenalezeno][ve zdroji nenalezeno]), je český parkourista, youtuber a vloger ukrajinského původu. Přezdívka Tary se odvíjí od jeho křestního jména Taras.

## Život

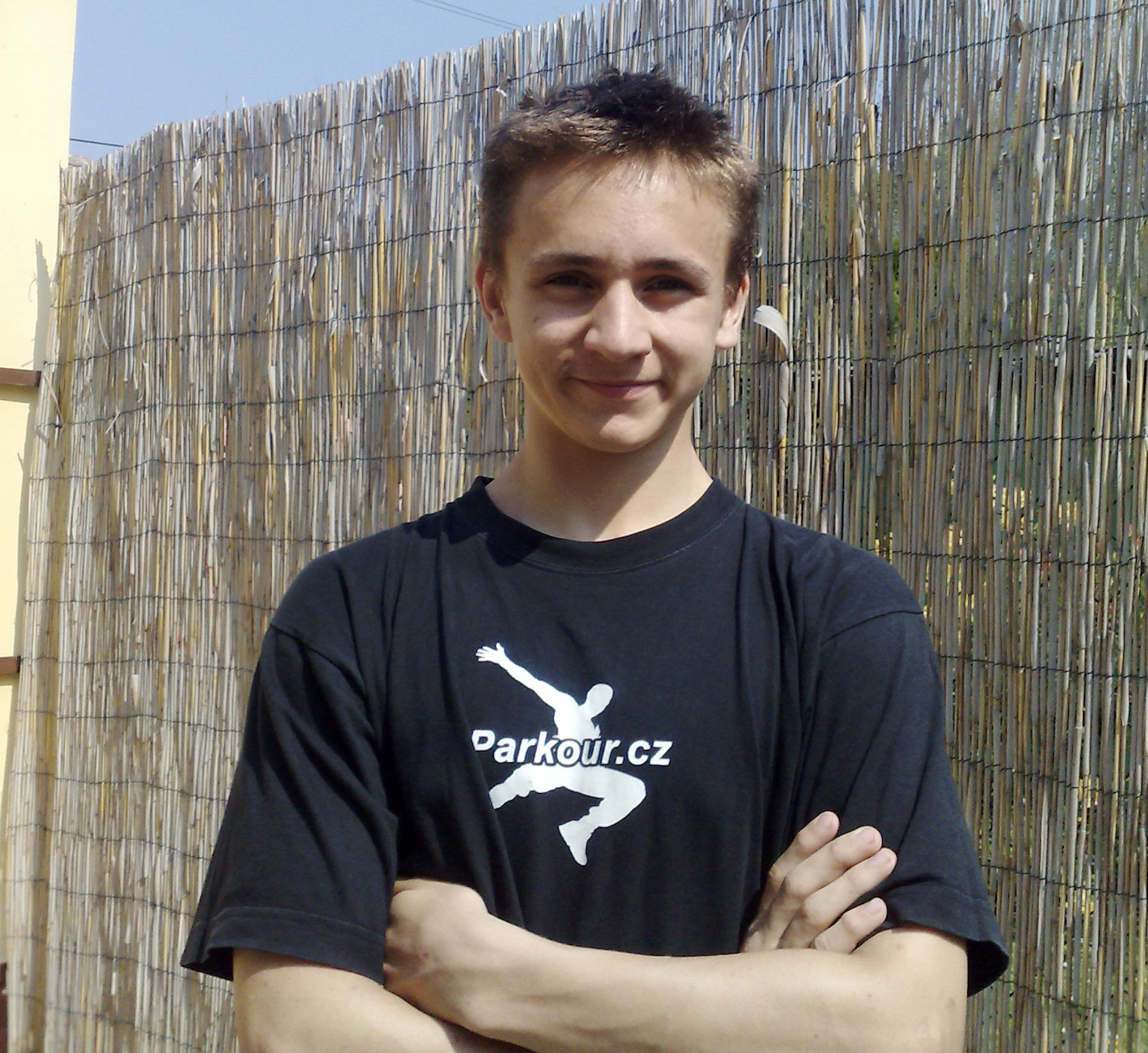
Tary jako mladý začínající parkourista

Narodil se na Ukrajině a vyrůstal ve vesnici střídavě v Ternopilské a Chmelnycké oblasti, kde se jeho rodina živila zemědělstvím. Od šesti do devíti let žil s mladším bratrem Jurou u prarodičů, zatímco rodiče pracovali v České republice. Otec pracoval jako stavební dělník, matka jako uklízečka v domácnostech. Do České republiky přicestoval za rodiči v roce 2001, ve svých devíti letech. Po přestěhování se rychle naučil česky prostřednictvím sledování pohádek a komunikace s vrstevníky v české základní škole.[zdroj?]
Jeho cesta k úspěchu nebyla jednoduchá – v dětství čelil šikaně kvůli svému původu i nepochopení parkouru jako sportu. Jeho vášeň pro parkour začala v dětství, kdy ho inspirovaly filmy Okrsek 13 a Yamakasi. Měl a dodnes má hyperaktivní povahu, rád trávil čas venku, přeskakoval říčky a lezl na stromy. Ve svých 12 letech se začal věnovat skákání a v roce 2008 se rozhodl trénovat parkour naplno.
Od 9 do 15 let hrál také závodně fotbal jako záložník za klub FK Říčany. Oslavy gólů často doprovázel akrobatickými prvky.[chybí lepší zdroj] V letech 2009–2013 vystudoval SPŠ Na Třebešíně, Praha 10, obor Aplikace osobních počítačů.[chybí lepší zdroj] Po maturitě zahájil studium na Vysoké škole ekonomické v Praze v oboru informatika. V prvním semestru se rozhodl ukončit studium a věnovat se podnikání.[chybí lepší zdroj] Taryho hlavním cílem je popularizovat parkour a ukázat, že jde o umění pohybu, které má pozitivní vliv na mladé lidi. Svou tvorbou se snaží nejen bavit, ale také motivovat fanoušky k pohybu, sportu a zdravému životnímu stylu. Kromě parkouru se Tary věnuje také osvětě – snaží se zlepšit pověst parkouristů, aby nebyli vnímáni jako "chuligáni", ale jako sportovci a umělci, kteří městu nepřinášejí škody, ale inspiraci. Jeho snem je[kdy?] postavit v Čechách parkourovou halu, ve které by měli začínající parkouristé bezpečné[zdroj⁠?!] zázemí.
V polovině srpna 2019 se na internetu objevilo video z roku 2014, ve kterém účinkuje ve striptýzové show. Tary (v době pořízení zmíněného videa 22letý) byl dle informací webu rozhlasové stanice Evropa 2 v té době členem striptýzového uskupení California Dreams.
V roce 2019 se oženil se svou dlouholetou přítelkyní Stanislavou Mykhaylo. Dne 3. prosince 2019 se jim narodila dcera Ariana. Dne 15. dubna 2025 se jim narodila druhá dcera, kterou pojmenovali Elissa.[chybí lepší zdroj] S rodinou žije v Říčanech u Prahy.

## Kariéra
Tary se živí parkourem, tvorbou obsahu na sociálních sítích a podnikáním.[chybí lepší zdroj] Časopis Forbes jej v roce 2017 umístil na 38. místo v žebříčku 77 nejvlivnějších Čechů na sociálních sítích a v roce 2021 na první místo v žebříčku 10 nejlépe placených youtuberů Česka s odhadovaným ročním příjmem 15 mil. korun.

### Podnikání
Tary je zakladatelem parkourové značky Enjoy the Movement, pod kterou pořádá Tary Campy, Tary Workshopy a další akce zaměřené na pohyb a rozvoj mladých lidí.[zdroj⁠?!] Jako první v České republice se stal držitelem trenérské licence na parkour. Zorganizoval přes 180 workshopů, desítky akcí v trampolínových centrech nazvaných Enjoy the Night, a více než 50 turnusů Tary Campů. Tary Campy jsou zaměřené na kondiční přípravu, bez které nejde parkour bezpečně cvičit. S dětmi se instruktoři věnují posilování, zpevnění a protažení těla, a až poté základním přeskokům a cvikům. Významnou částí jeho příjmů tvoří též prodej merche.[zdroj?]
V květnu 2024 začal Tary prodávat vlastní řadu nápojů, Tary drink. V prosinci 2024 začal prodávat cukrovou vatu Tary Sweet, v únoru 2025 oplatky Tary Sweet. V červenci 2025 jedlé peníze Tary money.[zdroj?]

### YouTube
Na svém YouTube kanálu TarasPovoroznyk[ujasnit] má 1,54 milionu odběratelů (k březnu 2025). Jako prvnímu českému youtuberovi se mu podařilo získat celkem 2 miliardy zhlédnutí na jednom YouTube kanálu. Své první video na YouTube nahrál v roce 2008, aktivně tvořit začal v roce 2009. Kanál zahrnuje parkourová videa, výzvy, vlogy a tutoriály. Od jiných českých youtuberů se liší tím, že vytváří videa o parkouru a propaguje aktivní život a pohyb. Jeho dosud[kdy?] nejsledovanějším videem je Rozstřel Youtuberek | SweetieMarket vs. Mína, které překonalo hranici 10 milionů zhlédnutí a zároveň nyní už druhé nejsledovanější video Lidi nesnáší parkour!

### Knižní tvorba
Ve svých knihách[které?] chce Tary předat čtenářům vše, co na YouTube nenajdou - jaké měl dětství, rodinné fotky, historky a vtipy. Velkou část knih[ujasnit] zabírá i téma parkouru, historie tohoto sportu a návody na cviky. Napsal knihu Tary: Příběh parkouristy, kterou v roce 2018 vydalo nakladatelství XYZ. Je to autobiografická kniha, která popisuje jeho cestu od dětství přes první parkourové kroky až po úspěchy na YouTube. Kniha je doplněna[kým?] o praktické rady pro začínající parkouristy. V roce 2020 vydal knihu Taryho svět pod nakladatelstvím XYZ.[zdroj⁠?!] Tato publikace je zaměřená nejen na fanoušky, ale obsahuje i zajímavosti o Taryho životě, kariéře a parkourových technikách, spolu s řadou aktivit a tipů.

### Televizní tvorba
V srpnu 2011 se stal členem parkourového týmu Urban Sense, s nímž se v letech 2012 a 2018 neúspěšně účastnil soutěže Česko Slovensko má talent.[ve zdroji nenalezeno] Účinkoval v seriálu Ordinace v růžové zahradě a v seriálu Zoo.[chybí lepší zdroj] Jako kaskadér účinkoval ve filmu Decibely lásky z roku 2016.

## Dobročinné aktivity

### Pomoc vážně nemocným dětem
Spolupracuje s nadačním fondem Zlatá rybka, který plní přání vážně nemocným dětem ve věku od 5 do 18 let. Tento fond se zaměřuje na vytváření radostných zážitků a úlevu od náročné léčby pro děti trpící život ohrožujícími onemocněními. Tary byl několik let jednou z veřejně známých osobností, které plní přání dětem a vytváří pro ně zážitky.
V roce 2019 účinkoval v pořadu Jak se staví sen, ve kterém překvapil holčičku Aničku, která prodělala rakovinu. V rámci pořadu jí splnil i přání naučit se základy parkouru a účastnit se Tary Campu.
V listopadu 2024 navštívil čtyřletého chlapce s nádorem nadledvin, který se lečí na onkologickém oddělení v pražské nemocnici Motol.
V září 2024 vystoupil na charitativní akci DAROS ve Dvoře Králové nad Labem, kde společně s dalšími umělci podpořil projekt Lepší život pro Emmičku pro dívku s těžkou epilepsií.
V květnu 2025 navštívil v nemocnici Motol pětiletého chlapce, který se léčí s onkologickým onemocněním.

### Další charitativní činnost
Podporuje charitativní fotbalové turnaje Klose Cup, které se zaměřují na péči o mladé lidi s vážnými úrazy.
V prosinci 2024 organizoval spolu s městskou částí Praha 12 mikulášskou akci pro stovky dětí v pražských Modřanech. Dětem rozdal 500 mikulášských balíčků, včetně nového playstationu.
Dále v prosinci 2024 navštívil charitativní spolek Mámy v akci v Jirkově, kde splnil přání desítkám dětí a jejich maminek, osobně rozdal šedesáti dětem dárky, a třiceti přítomným maminkám, převážně samoživitelkám, věnoval každé 1000 korun v hotovosti. Dalších 30 000 korun pak předal Mámám v akci pro další potřebné maminky.
Vyzývá k pomoci Ukrajině pro rychlé ukončení konfliktu – na začátku války sdílel na svém youtube, že sám přispěl 220 000 Kč do sbírky na Ukrajinu. Povoroznyk sdělil, že má na okupované Ukrajině část svojí rodiny v rozhovoru pro CNN Prima News v únoru 2022. Následně potvrdil, že jeho zázemí je v Česku, a proto nehodlá bránit Ukrajinu. Jako důvod svoji neúčasti při branné povinnosti zdůvodnil tím, že má dvojí občanství a nevlastní žádné nemovitosti na Ukrajině.

## Kontroverze
Médii byl několikrát označen za kontroverzní osobnost, sám tvrdil, že dříve točil kontroverzní videa kvůli sledovanosti.

### Jsem pirát silnic
V prosinci 2018 vzbudil kontroverze, když na svůj kanál nahrál video pod názvem Jsem pirát silnic, ve kterém se chlubil rychlou jízdou po dálnici. Později ho ze svého kanálu smazal a omluvil se. Na svém kanálu kritizoval vystupování youtuber PedrosGame.

### Vulgarismy ve videích
Tary čelil kritice za to, že používá ve svém vyjadřování vulgární a neslušné výrazy, přestože jeho hlavní cílovou skupinou jsou děti a mladiství. Například v krátkém videu, na Silvestra roku 2024 kde Tary říká "...vole, to je jen dětský šáňo ku*va".[zdroj?] Jakub Šorm z webu Antiyoutuber.cz poukázal, že na svých kempech Povoroznyk hovoří s dětmi sprostě a natáčí si je na své sociální sítě. Část rodičů na sociální síti TikTok kritizovala samotný vznik videí a uvedla, že své děti nikdy nepošlou na Povoroznykovy tábory. [ve zdroji nenalezeno]

### Merch – cena
V březnu 2019 se v rámci jeho streamu na Instagramu objevila jeho odpověď fanouškovi, který se ho ptal, proč má své oblečení tak drahé. Na to odpověděl: „Já nemám drahý oblečení, jen ty máš málo peněz.“ Vzápětí se chlapci hned omluvil, na otázku normálně odpověděl a ceny vysvětlil. V rámci pokračování streamu i dalších vyjádření tento výrok označil za nepovedený pokus o vtip. Na základě této události s ním festival Utubering ukončil spolupráci. V březnu 2019 se Povoroznyk vyjádřil médiím, že se omlouvat za vzniklou situaci nehodlá, protože se jednalo o plánovaný skandál na jeho osobu. V březnu 2019 ztratil v reakci na kauzu minimálně 60 tisíc odběratelů na svém YouTube profilu.[ve zdroji nenalezeno]

### Prvorozená dcera hraje ve videích, i když původně neměla
V listopadu 2019 Povoroznyk řekl při rozhovoru, že si hodlá více střežit osobní i rodinné soukromí kvůli narození jeho první dcery. Ve stejném rozhovoru sdělil, že dítě hodlá připravovat na život influencera, aby se postupně naučilo žít v prostředí internetu.[ve zdroji nenalezeno] O rok později při dalším interview vysvětlil Povoroznyk, že jeho dcera bude možná šikanovaná ve škole kvůli práci jejích rodičů. I když sám Povoroznyk zažil šikanu na škole a nepřál by ji své dceři, nehodlal plně omezovat své příspěvky na sociálních sítě, protože ho přispívání baví.[ve zdroji nenalezeno] V březnu si redaktorka webu Antiyoutuber všimla, že popularita Povoroznyka na sociální síti YouTube klesá a že se snaží využívat svoji dceru ve vlastních videích, aby zvýšil jejich sledovanost.

### Tary Camp – Srpen 2019
Deset dětí muselo být ošetřeno kvůli zažívacím problémům, průjmu a bolestem hlavy. Vedení tábora v Kounicích se ke vzniklé situaci nevyjádřilo s odůvodněním informačního embarga ze strany hygienické stanice. Podle informací webu TN.cz se mělo jednat o virovou nákazu. Rovněž se spekuluje, že nákazu zapříčinilo jedno z dětí, které se účastnilo rodinné dovolené v Egyptě před svým pobytem v Tary Campu, kde mělo zmíněnou virovou nákazu chytit. Tary se mediím ke vzniklé situaci oficiálně nevyjádřil.

### Chování na afterparty po Ektorově koncertě
Na sociální síti TikTok se objevilo video, kde Tary tancuje na afterparty po koncertu rappera Ektora se slečnou, dle informací z webu Antiyoutuber pod vlivem alkoholu. Web rádia Evropa 2 informoval s odkazem na další účastníky akce v klubu SaSaZu, že měl Porovoznyk užít drogy při následné afterparty. Kvůli podobným spekulacím, že byl pod vlivem drog, Tary čtyři dny poté podstoupil test, který užití drog vyloučil. Novinářka Lea Součková z redakce Super sdílela informaci o Povoroznykově opilosti při akci s odkazem na další účastníky. Slečna z původního videa z afterparty se k situaci vyjádřila takto: "Byla jsem ráda, že si můžu udělat video se známým youtuberem. Nic víc v tom nebylo." V celé kauze stojí za Tarym jeho manželka Stanislava, která se k incidentu vyjádřila a svého muže jednoznačně podpořila. "...je to až k smíchu, co vše bylo napsáno. Taky mi věřte, že se Taras celý život drogám vyhýbá, a že je nikdy ani nezkusil. Má plnou podporu celé naší rodiny, milujeme ho stejně jako předtím."
V reakci na video z klubu rozeslal Tary v únoru 2025 předžalobní výzvy youtuberům, kteří mluvili o tom, že mohl být pod vlivem omamných látek. Jeden z youtuberů, který dostal výzvu, byl Stay12. Youtuber Stay12 reagoval na výzvu ve videu, kde sdělil, jaké výroky byly problematické.
Na začátku května Stay12 vydal video, na kterém rozebírá pozvání k soudu a nepřiměřené požadavky ze strany Taryho. Zárověň Stay12 upozornil v tomto videu na další kontroverze, které se s Tarym pojí. V květnu 2025 se kauza mezi oběma youtubery dostala k soudu, přičemž se soudního líčení učástnili další youtubeři včetně VladaVideos, PeeetaaaTV nebo panrady. Všichni zmínění stáli na straně youtubera Stay12. 
Tary v nedávném[kdy?] rozhovoru vyjádřil zklamání nad tím, jak se česká YouTube scéna v průběhu let změnila. Množství "bulvárních" kanálů, podle něj často vytváří zbytečné drama a nenávist, čímž rozdělují publikum a vyvolávají konflikty i mezi diváky. Připomněl, že jeho cílem je přicházet s motivačními videi a inspirovat děti k pohybu, a dodal, že ho mrzí, že se pozornost často zaměřuje na kontroverze místo na jeho pozitivní přínos mladým lidem.

### Pití a jídlo jako merch
Povoroznyk uvedl sérii energetických nápojů jako svůj merch v roce 2024. Web Flowee poukázal na složení jednotlivých druhů nápojů a uvedl, že obsahují kofein, velké množství cukru a další přidané chemické látky. Kofein však obsahuje pouze Tary drink Kola jako součást kolové báze. Tary reagoval na kritiku ve svém videu. Na webu AntiYoutuber zveřejnil Jakub Šorm vybrané negativní komentáře uživatelů Instagramu, kterým se nelíbí propagace nápojů na Taryho sociálních sítích a kritizují ho s použitím vulgarit kvůli finanční chamtivosti a nezodpovědnosti vůči dětskému zdraví, byť podporuje zdravý životní styl a pohyb. Jakub Šorm se domnívá, že Povoroznyk vyvolal kontroverzi i načasováním uvedení produktu, protože před ním uvedl český youtuber FIZIstyle vlastní značku energetických nápojů. Povoroznyk vydělal přes jeden milion korun z prodeje energetických nápojů v září 2024.[chybí lepší zdroj]
V listopadu 2024 začal Povoroznyk prodávat vlastní značku cukrové vaty Tary Sweet jako součást svého merche. Na webu AntiYoutuber opět zveřejnil Jakub Šorm vybrané negativní komentáře uživatelů sociálních sítí, kteří kritizovali prodej vaty na sociálních sítích kvůli vysokému obsahu cukru a šíření obezity mezi dětmi. V únoru 2025 začal Taras Povoroznyk prodávat vlastní značku oplatků Tary Sweet.[zdroj?] V červenci 2025 začal Taras Povoroznyk prodávat vlastní značku jedlých peněz Tary money.[zdroj?]

### Točení ukrajinského fotbalového fanouška
Povoroznyk sdílel na svému instagramovém profilu video potyčky ukrajinského fotbalového fanouška s českým policistou v září 2024. V příspěvku vyjádřil úlevu, že se natočená situace nevyostřila. Jakub Šorm z webu Antiyoutuber si všiml, že někteří fanoušci kritizovali Povoroznyka, protože jim nepřišlo morální si danou událost natáčet a zveřejňovat ji na internetu.